# Кирха в Лумиваара
Ки́рха Лу́мива́ара — здание лютеранской церкви в неоготическом стиле, расположенное рядом с посёлком Лумиваара в Лахденпохском районе Карелии. Здание было построено по проекту архитектора Адольфа Илмари Лауниса и освящено 07.07.1935 г. Является выявленным объектом культурного наследия — памятником архитектуры.
Церковь Лумиваара это образец высокой башенной церкви. Она построена из кирпича, оштукатурена и окрашена в белый цвет. С одной стороны церкви есть колокольня, которая не распростроняется на всё здание церкви. Нижняя часть колокольни четырёхугольная, верхняя восьмиугольная, которая сужается, переходя в самую высокую точку здания. Изначально, на колокольне было установлено два колокола. Зимой 2004г. меньший колокол был хулиганским способом удалён из колокольни. Церковный крест был снят с макушки церкви, но попрежнему, его можно увидеть внутри церкви. Главный вход в церковь располагается в нижней части колокольни. Над входом написан год окончания строительства 1935, а так же картина, где два ангела стоят на коленях по обе стороны креста. На рисунке есть надпись:  "В тебе есть источник жизни". Церковный зал трёхуровневый, всего в церкви было 736 сидячих мест. Алтарная картина церкви, которую ещё можно увидеть, написана Илмари и Сеппо Лаунисами. По перилам хоров до сих пор можно увидеть изречения из библии, а также изображения и имена апостолов, выполненных Эмилем Руоколайненом. 

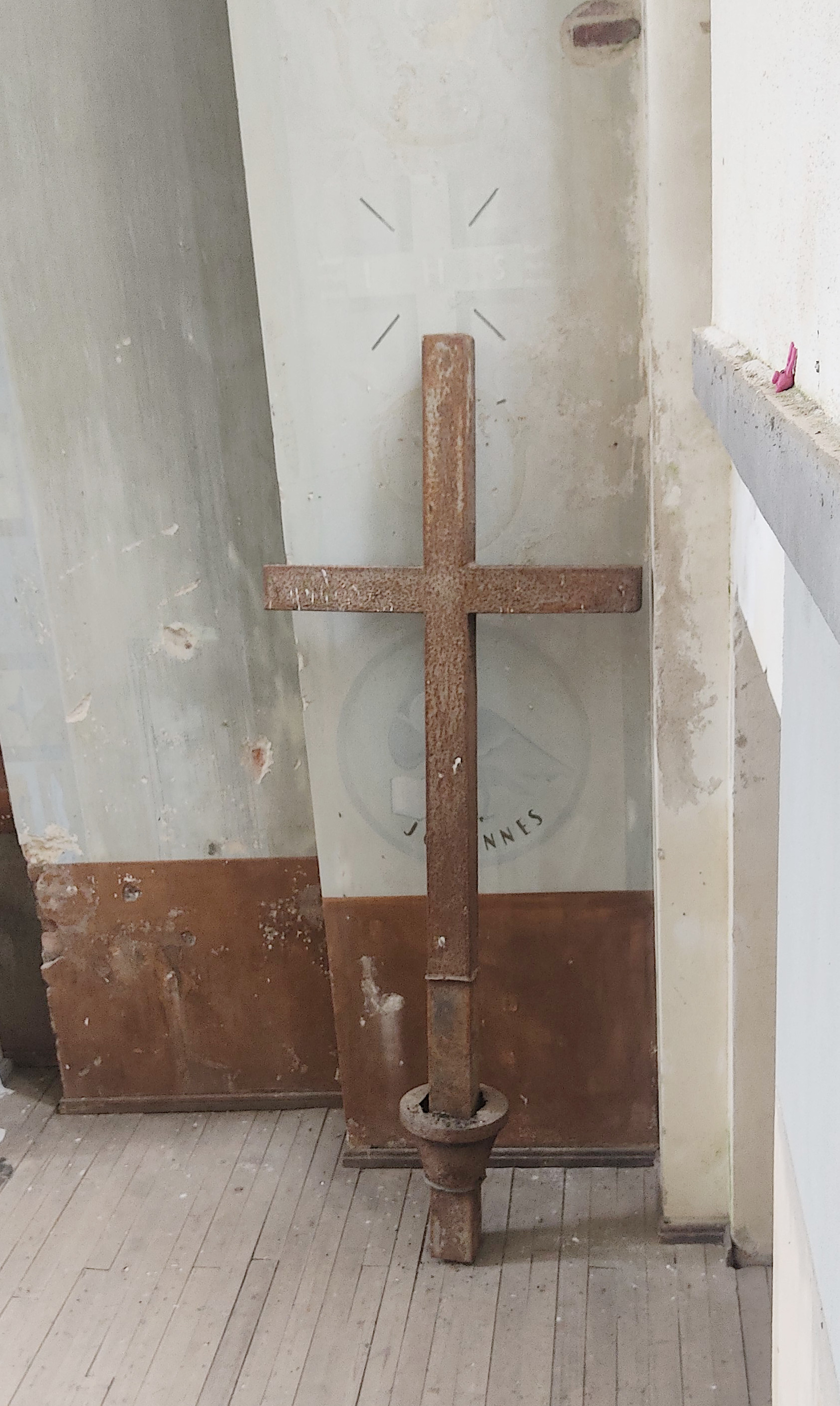
Крест с кирхи Лумиваара

## Общие сведения
Финская лютеранская кирха Лумиваара — это исторический памятник. В кирхе сохранились изображения святых, Христа, а также колокол, отлитый в 1934 году.
Церковь планируется восстановить и разместить в ней монастырь Святого Олафа.

## Братское кладбище
Вблизи Кирхи Лумиваара находится кладбище финских воинов. Холм, на котором расположены церковь и кладбище называется Роккапата (котелок с супом -фин.).

Кирха Лумиваара в 2022 году
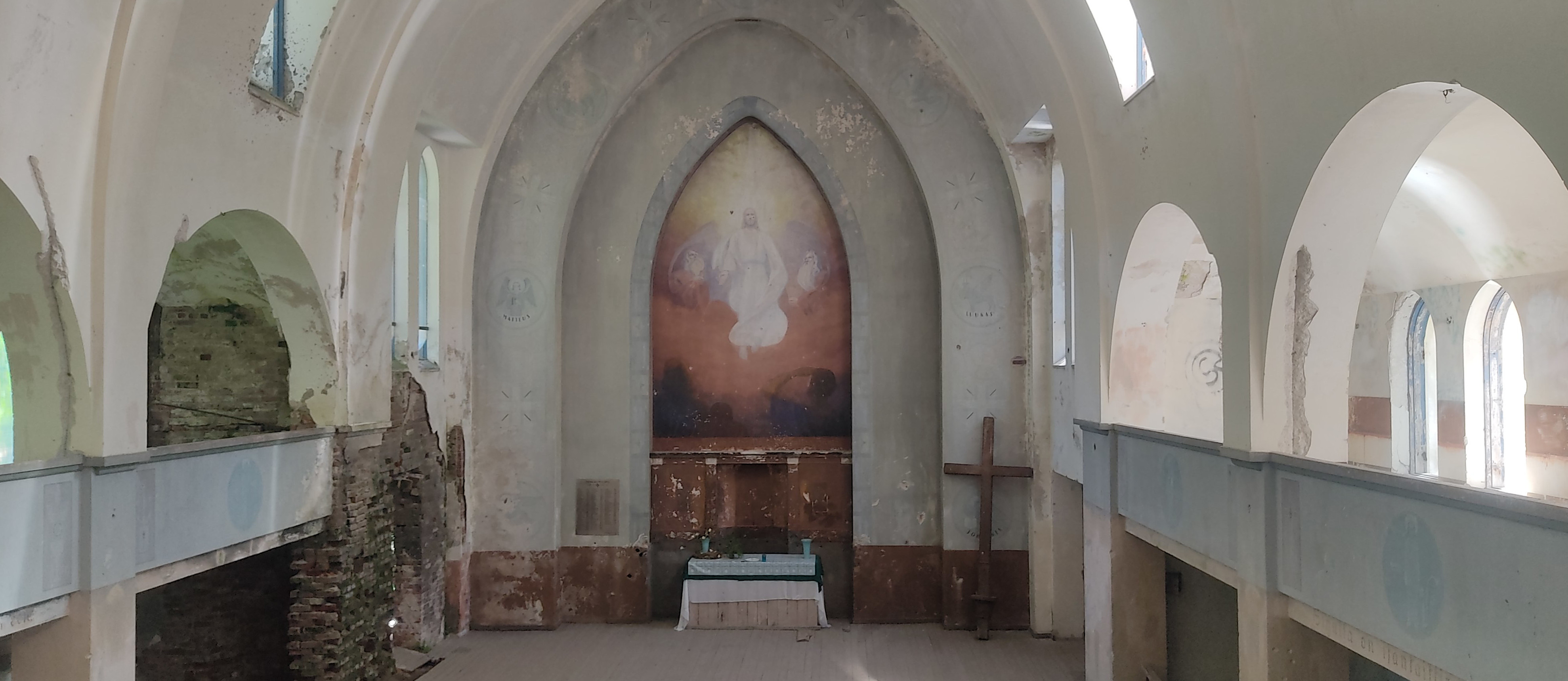
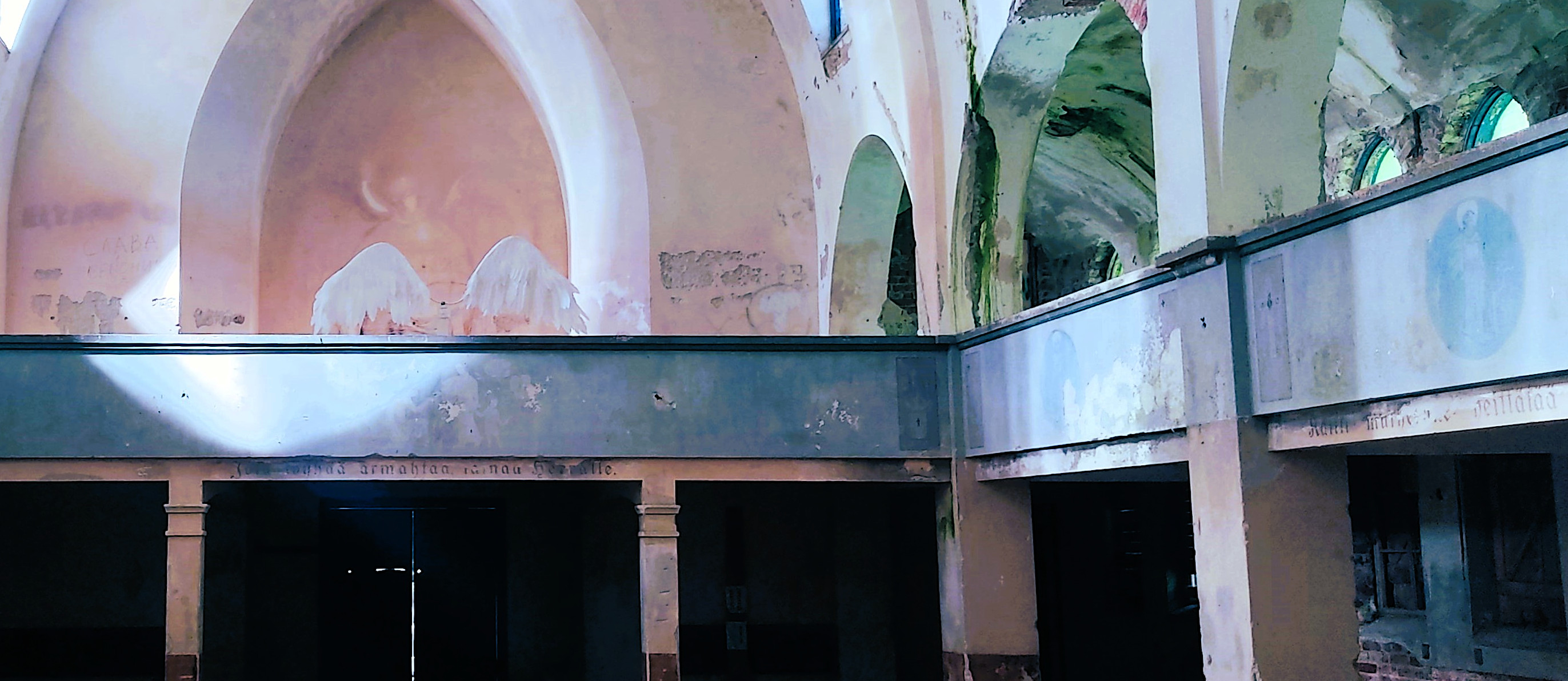
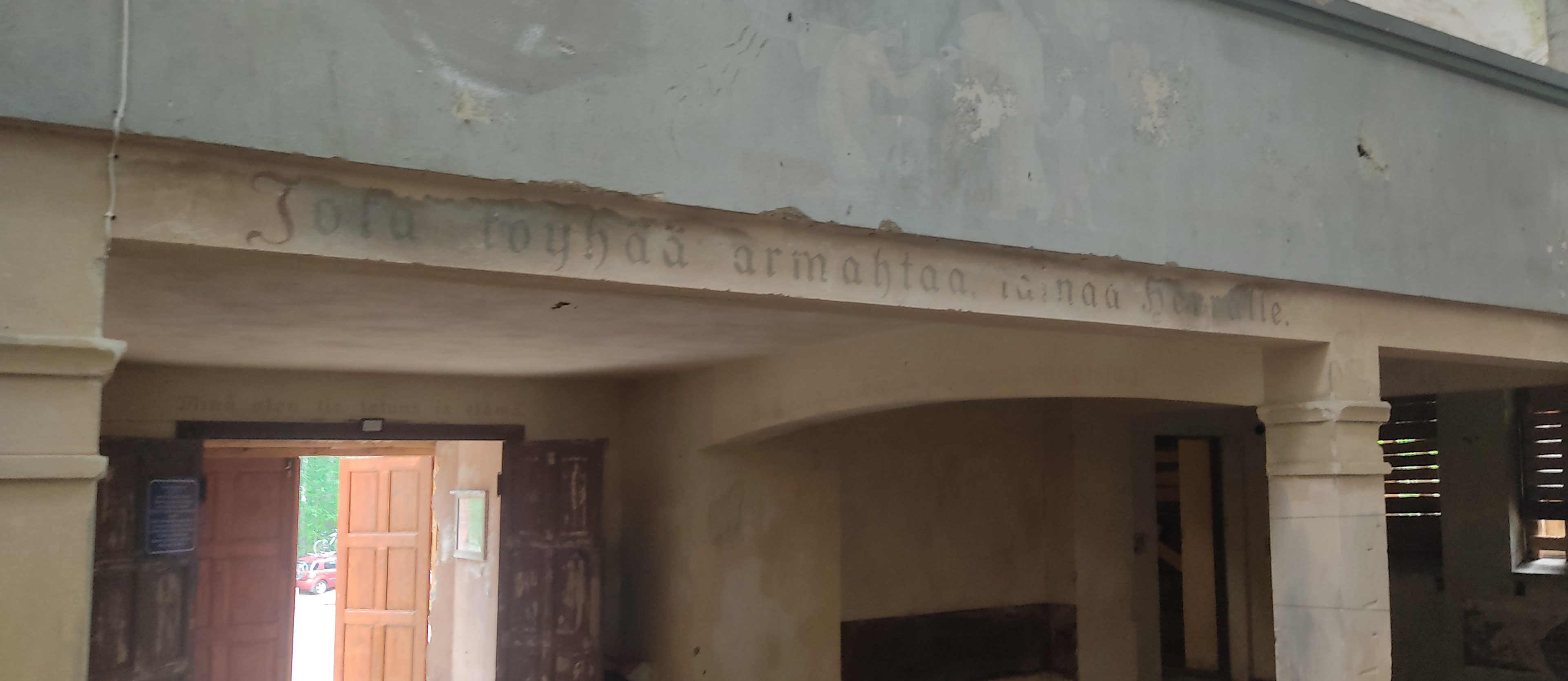